# Tüteberg

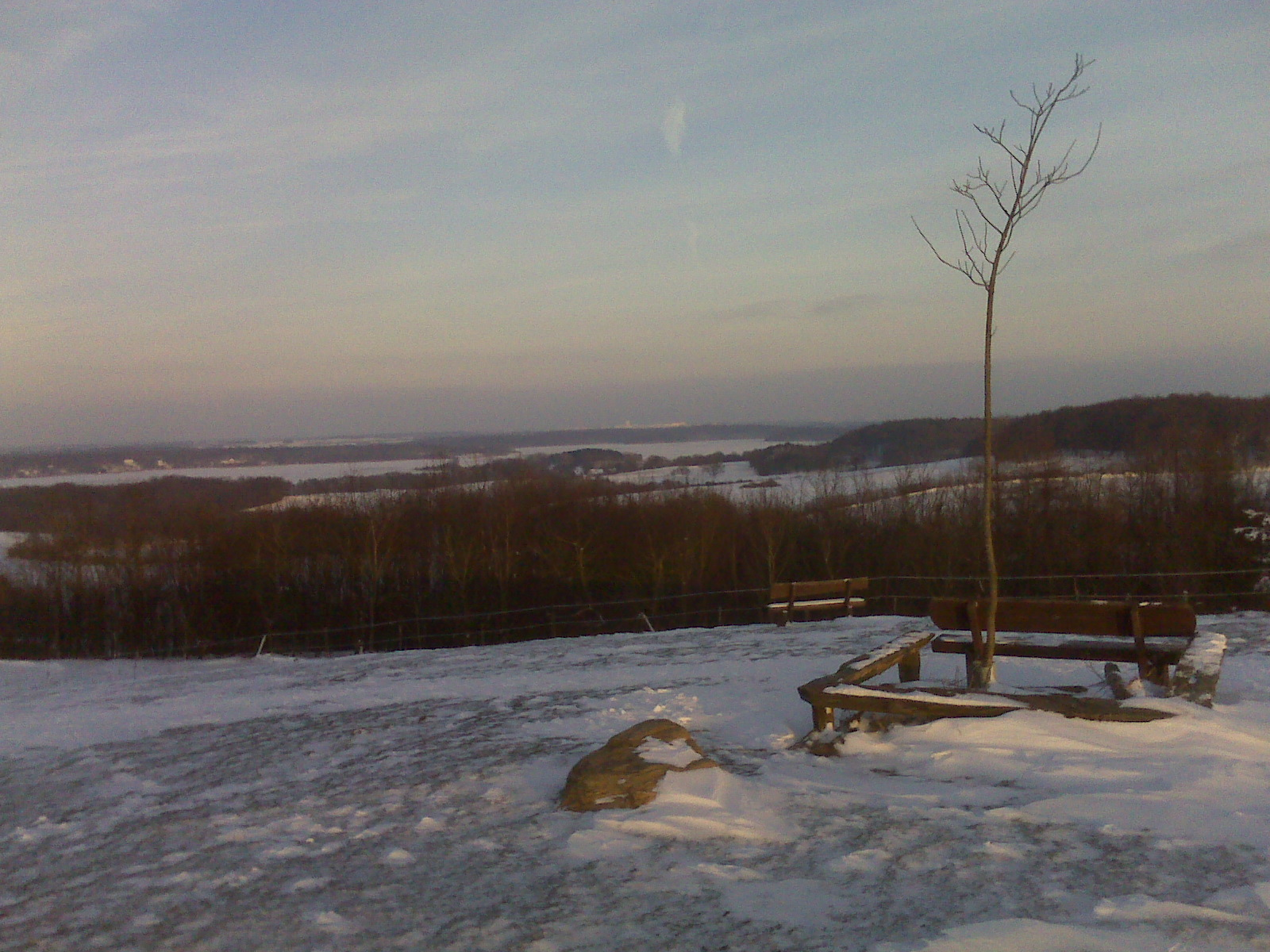
Blick vom Tüteberg

Der Tüteberg am Rande des Naturparks Westensee in der Nähe von Kiel ist mit 88,3 Meter die fünfthöchste Erhebung im Kreis Rendsburg-Eckernförde und gilt als neunzehnthöchster Berg in Schleswig-Holstein. Der Tüteberg liegt in der Gemeinde Westensee, sein höchster Punkt ist bewaldet und nicht begehbar. Über die zweite Kuppe des Tüteberges führt ein Wanderweg. Von hier kann die Seenlandschaft des Naturparks Westensee bis nach Kiel, zu den Hüttener Bergen und nach Laboe überblickt werden. Die gute Aussicht ist auf den fast auf Meeresspiegelniveau liegenden Westensee zurückzuführen.
Die in alten Schriften Teuteberg genannte Erhebung war der Sage nach eine heidnische Kultstätte.